# Lycaena florencia
Lycaena florencia är en fjärilsart som beskrevs av Clémence 1914. Lycaena florencia ingår i släktet Lycaena och familjen juvelvingar. Inga underarter finns listade i Catalogue of Life.